# MÁV Aa 1. osztályú gyorsvonati személykocsi
A MÁV Aa 1. osztályú gyorsvonati személykocsi egy vasúti személykocsi-típus volt.
A MÁV a hidegháború enyhülésekor, az 1959-1962 években összesen 211 darab nemzetközi forgalomra alkalmas személykocsit szerzett be. A kocsikat a jól bevált Cak kocsikból fejlesztették ki. Az ABa 2000 pályaszámú prototípus kocsit a MÁV Dunakeszi főműhely építette 1958-ban, a sorozatgyártás a győri Wilhelm Pieck Vagon- és Gépgyárban indult meg.
A győri gyár által gyártott kocsik:
- 80 darab 1. osztályú (Aa 1000 sor, 19-17 középszám),
- 30 darab 1-2. osztályú (ABa 2000 sor, 39-40 középszám),
- 60 darab 2. osztályú (Ba 3000 sor, 29-17 középszám),
- 10 darab étkezőkocsi (WR 200 sor, 88-40 középszám)

A Dunakeszi MÁV főműhely 30 darab hálókocsit (WL 363 sor, 60-40 középszám) készített a MÁV megrendelésére.

## Az Aa 1078 kocsi
A nemzetközi RIC forgalomra alkalmas Aa 1078 pályaszámú személykocsit a győri Wilhelm Pieck gyár szállította 1962-ben 45820 gyári számmal. A 9 fülkével berendezett kocsit a többi RIC kocsihoz hasonlóan Kaláka-Schlieren forgóvázakkal, RIC szabványoknak megfelelő három áramú villamos fűtéssel és korszerű Knorr Ke fékberendezéssel látták el. A kocsi a nemzetközi UIC számrendszer bevezetésekor A 50 55 19 17 078–9 pályaszámot kapott.